# Bájmach
Bájmach (en ucraniano: Бахмач) es una ciudad ucraniana perteneciente al óblast de Chernígov. Situada en el norte del país, forma parte del raión de Nizhyn y es centro del municipio (hromada) homónimo.

## Toponimia
El nombre del lugar en ruso es también Bájmach (en ruso: Бахмач).

## Geografía
Bájmach se ubica junto al límite con la óblast de Sumy, unos 20 km al oeste de Konotop y 111 km al este de Chernígov.

## Historia
Tiene su origen en una antigua ciudad medieval de la Rus de Kiev llamada Bojmach (en ucraniano: Бохмач), mencionada por primera vez en 1147 en el códice de Hipacio y ubicada sobre el pueblo homónimo colindante. Pertenecía al principado de Chernígov y fue destruida en las disputas feudales con el principado de Kiev. 
La República de las Dos Naciones refundó Bájmach en su ubicación actual en la primera mitad del siglo XVII. En la rebelión de Jmelnitski pasó a ser la sede de una sotnia en el regimiento cosaco de Chernígov, y residencia de los hetmanes de la margen izquierda de Ucrania. En la gran guerra del Norte, Iván Mazepa tuvo a los cosacos de Bájmach como su guardia personal, por lo que promovió notablemente el desarrollo de la localidad. En 1781, el Imperio ruso clasificó la localidad como miasteczko y capital de su propia vólost, en el uyezd de Konotop, territorio que en el siglo XIX quedó integrado en la gobernación de Chernígov.
En el siglo XIX se desarrolló como un núcleo comercial por su ubicación en un cruce de caminos, al ser un lugar preferente de entrada al interior del Imperio de dos productos: la sal de Crimea y el pescado de Cherkasy. El miasteczko tenía mercados y feria propios y a mediados de siglo ya alcanzaba los cinco mil habitantes. En 1869 se abrió aquí una estación en la línea de ferrocarril de Kursk a Kiev, que en 1873 se cruzó con la línea de Liepāja a Romní. La localidad alcanzó siete mil habitantes y además junto a la salida de cada una de las dos líneas se creó un poblado ferroviario de mil habitantes, sumando nueve mil habitantes la aglomeración al finalizar el siglo.
Al finalizar la Primera Guerra Mundial, la localidad se opuso fuertemente al control de los comunistas, que en 1918 llevaron a cabo una gran batalla por el control de este cruce ferroviario. Como consecuencia de ello, todo el entorno de Bájmach fue incluido en las tablas negras y sufrió una de las mayores masacres de la región en el Holodomor en 1932-1933. Sin embargo, la RSS de Ucrania le dio en 1938 el estatus de ciudad y la desarrolló notablemente en las décadas posteriores, pues sus estaciones tenían gran importancia estratégica para la Unión Soviética. Al finalizar el siglo XX llegó a superar los veinte mil habitantes. 
Durante la invasión rusa de Ucrania, al menos 65 unidades de equipo militar ruso se desplazaron por Bájmach el 26 de febrero de 2022, y un centenar más en las afueras. Los residentes locales intentaron detener el convoy por su cuenta bloqueando las vías de los tanques con objetos improvisados y convenciendo a los soldados rusos de que no avanzaran hacia Kiev. Un hombre intentó subirse a un tanque y bloquear la carretera con su cuerpo. Sin embargo, el equipo militar siguió avanzando y las fuerzas rusas dispararon varios tiros al aire.

## Demografía
La evolución de la población de Bájmach entre 1866 y 2022 fue la siguiente:
| 5270                                                          | 4741 | 6844 | 5931 | 6807 | 10 226 | 13 066 | 16 270 | 20 617 | 22 824 | 20 332 | 18 798 | 18 411 | 16 862 |
| (Fuente: Cities & Towns of Ukraine y UKRAINE: Größere Städte) |      |      |      |      |        |        |        |        |        |        |        |        |        |

Según el censo de 2001, el 94,45% de la población son ucranianos y el 4,53% son rusos. En cuanto al idioma, la lengua materna de la mayoría de los habitantes, el 95,03%, es el ucraniano; del 4,51% es el ruso.

## Administración
Es sede de un municipio que incluye como pedanías 38 localidades rurales, con una población municipal total de más de treinta mil habitantes. El municipio fue creado en 2020 mediante la fusión del ayuntamiento urbano de Bájmach (que hasta entonces no tenía pedanías) con los vecinos consejos rurales de Bájmach Seló, Bilovezhi Pershi, Hryhorivka, Krasýlivka, Kurín, Piský, Strílnyky, Tynytsia, Fástivets y Jalymónove. El área formaba parte hasta 2020 del raión de Bájmach, del que esta ciudad era capital.

## Infraestructura

### Transporte
La ciudad sigue siendo un importante cruce ferroviario con líneas a Moscú, Járkov, Dnipró, Kiev y Minsk;  cuenta con tres estaciones de tren: Bájmach-Pasazhyrsky, Bájmach-Kyivski, Bájmach-Homelski. Bájmach está conectada a la red de carreteras de Ucrania a través de las T-25-14 y T-25-23. 

## Galería

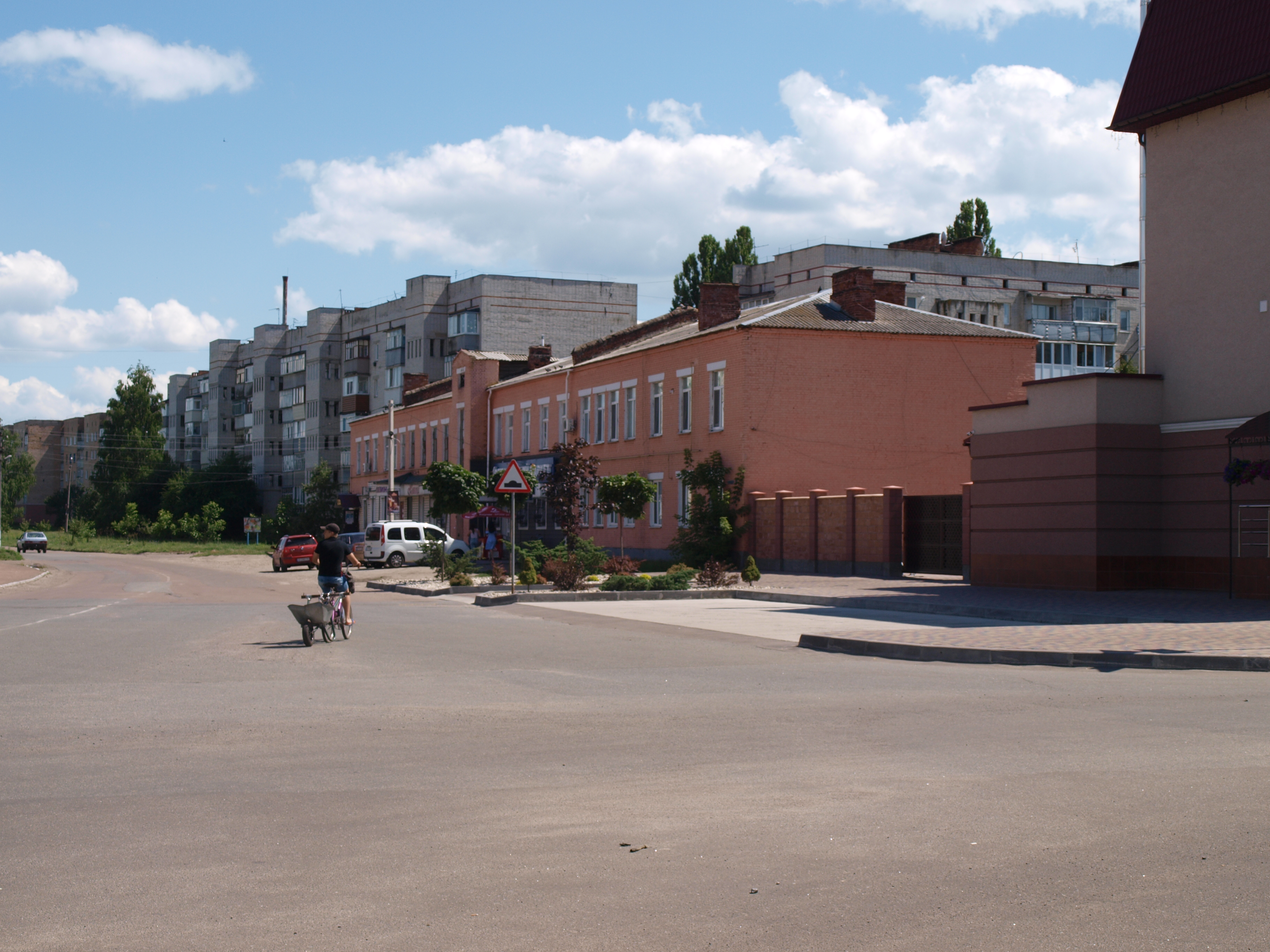
Calles de la ciudad
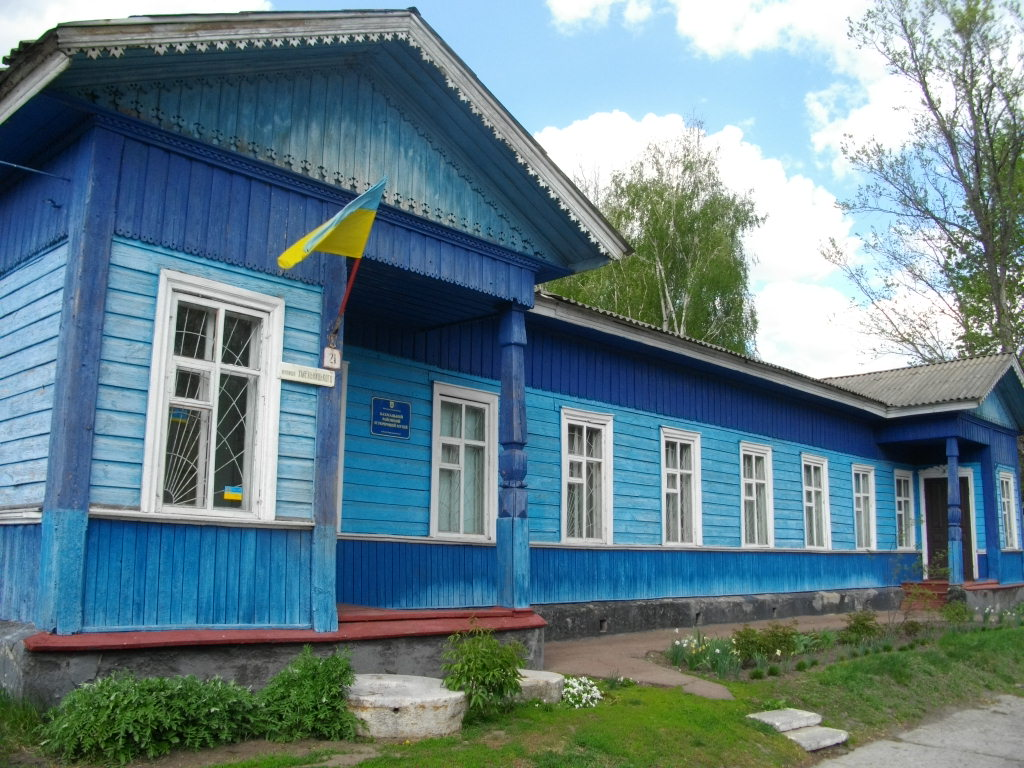
Museo histórico de Bájmach
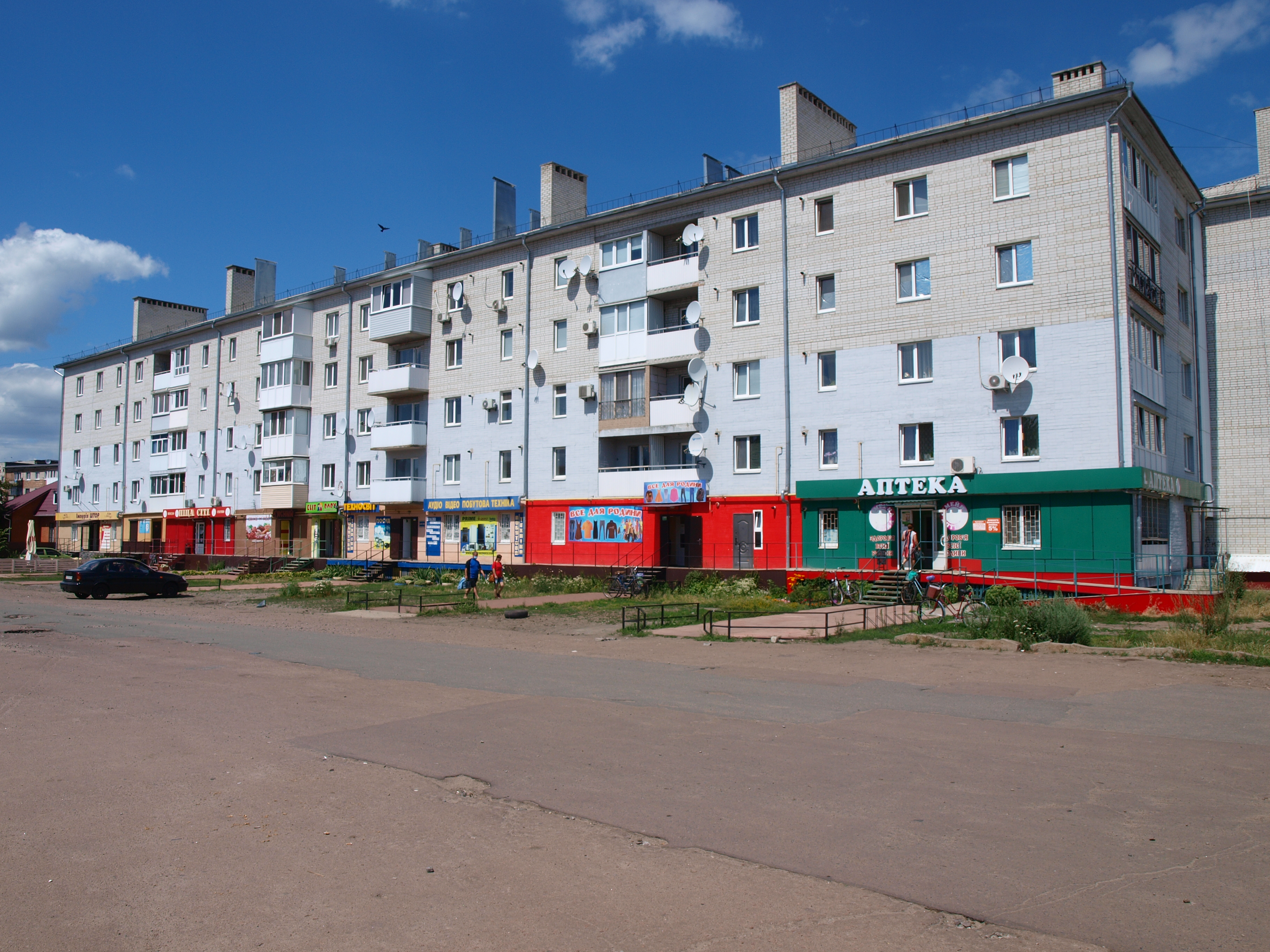
Bloques de pisos